# Noah Nirmal Tom
Noah Nirmal Tom  (* 13. November 1994) ist ein indischer Leichtathlet, der sich auf den 400-Meter-Lauf spezialisiert.

## Sportliche Laufbahn
Erste internationale Erfahrungen sammelte Noah Nirmal Tom 2019 bei den Weltmeisterschaften in Doha, bei denen er mit der indischen 4-mal-400-Meter-Staffel mit 3:03,09 min im Vorlauf ausschied und mit der gemischten Staffel in 3:15,77 min auf Rang sieben gelangte.
2018 wurde Tom indischer Meister in der 4-mal-400-Meter-Staffel sowie 2019 im 400-Meter-Lauf.

## Persönliche Bestzeiten
- 400 Meter: 45,75 s, 24. August 2019 in Mladá Boleslav